# Provincia de El Dorado

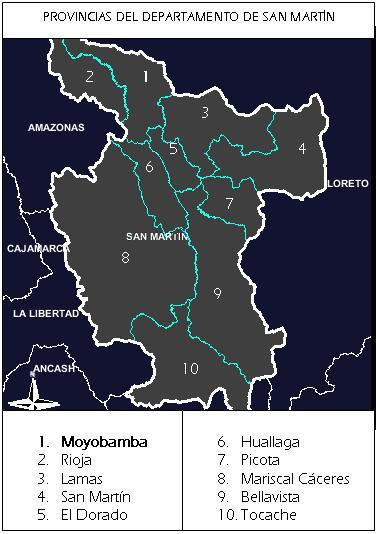
División política del departamento de San Martín

La provincia de El Dorado es una de las diez que conforman el departamento de San Martín en el norte del Perú. Limita por el norte con la provincia de Moyobamba, por el este con la provincia de Lamas y la provincia de Picota, por el sur con la provincia de Bellavista y por el oeste con la provincia de Mariscal Cáceres.
Desde el punto de vista jerárquico de la Iglesia católica, forma parte de la prelatura de Moyobamba, sufragánea de la arquidiócesis de Trujillo y encomendada por la Santa Sede a la archidiócesis de Toledo en España.

## Historia
Sus gestiones empezaron en 1971 solicitando al supremo Gobierno la formación de la provincia El Dorado con su capital, San José de Sisa. Diez años después, el senador Eduardo Yashimura Montenegro formuló el pedido de creación de esta provincia, adjuntando un proyecto de ley de creación. Ello ocurrió el 6 de agosto de 1981 en la Cámara de Senadores durante el gobierno del arquitecto Fernando Belaúnde Terry. Un año después el 21 de agosto de 1982, Sisa presenta un memorial al presidente Fernando Belaúnde Terry solicitando la creación de la provincia El Dorado. Como era de esperarse, la burocracia reinante mantuvo el proyecto en reserva con el objeto de obtener beneficio político, oportunamente, en el momento de las elecciones.
Memoriales, oficios de autoridades y de los pueblos dirigidos al presidente de la república y de las respectivas Cámaras para sacar el proyecto, fueron enviados. Visitas, recomendaciones, regalos a representantes de San Martín, no tuvieron el resultado esperado. Fue el extinto Alcalde Wilfredo Saavedra Macedo, de filiación aprista, quien luego recurrió a todas las instancias políticas y de su partido, para ver plasmado este deseo. Sin embargo, pese al poder que manejaba el partido aprista, las gestiones no dieron el resultado esperado.
Los informes técnicos de la Oficina Regional de Moyobamba admitieron el proyecto, luego el Ministerio de Vivienda y Construcción. El Instituto de Planificación Nacional, el Instituto Nacional de Estadística y otras instancias, dieron también el veredicto favorable que se resume a una exposición de motivos.
La situación de abandono y postergación en que vivían los habitantes de los distritos más alejados de la provincia de Lamas, principalmente los ubicados en el Valle de San José de Sisa, hizo que se genere un movimiento poblacional liderado por sus Autoridades quienes después de múltiples gestiones por más de 40 años consecutivos lograron la  creación de la provincia El Dorado, mediante la Ley n.º 25931, del 8 de diciembre de 1992, promulgándose el día 9 del mismo mes en el diario oficial El Peruano por el presidente de la república, lng. Alberto Fujimori.
La provincia El Dorado está enmarcada en el valle formado por la cuenca del río Sisa (río Sisa y sus afluentes), donde se asientan los distritos de su radio de influencia. Se localiza en el curso alto y medio del río Sisa perteneciente a la cuenca hidrográfica del Amazonas. En consecuencia, presenta una homogeneidad geográfica y permite una independencia (geográfica), económica y social por conformar el ámbito de tres unidades geográficas de la provincia El Dorado, representadas por los valles que conforman los ríos Sisa, Mayo y Shanusi. Es en resumen una estructura territorial independiente.

### Origen del nombre de la provincia El Dorado
En el año 1953 se constituyó el primer comité de gestión de la provincia, precedido por José Jesús Reátegui Tuesta, quienes proponían inicialmente la creación de la provincia de San José de Sisa, gestión realizada ante la Cámara de diputados; Pero el diputado Víctor Arévalo Delgado, natural de la ciudad de Tarapoto, así como el diputado Ulises Reátegui Morey, natural de Tarapoto, propusieron al comité el cambio de nombre, debido a que el Valle del Sisa era rico en flora y fauna; contando con una gran cantidad de árboles maderables como la caoba, el ishpingo entre otras especies. Sus suelos estaban considerados entre los mejores de todo el Perú, produciendo principalmente café, algodón, fríjol huasca, plátano y maíz amarillo, productos que eran comercializados en la ciudad de lquitos, transportados en grandes balsas a través del río Sisa y el río Huallaga. También estaba considerado como el más alto productor de ganado vacuno y porcino, animales que se vendían en Moyobamba y en Rioja en grandes cantidades denominadas partidas. Los animales eran trasladados a los mercados de Moyobamba y de Rioja por medio de caminos de herradura con más de ocho días de recorrido.

## Geografía
La provincia tiene una extensión de 1298,14 km².

## División administrativa
La provincia se divide en cinco distritos:
1. San José de Sisa
2. Agua Blanca
3. San Martín
4. Santa Rosa
5. Shatoja

## Población
La provincia tiene una población aproximada de 33 000 habitantes. Mayormente la población se encuentra en el área rural (61 %), de las cuales el 27 % son mujeres.
Acerca de sus características en la provincia, del 47.1 % que saben leer y escribir, solo el 19.84 % son mujeres. Asimismo, solo el 27,1 % de la población femenina posee partida de nacimiento de registro. En el área rural, el 55.4 % poseen DNI, número considerable. Sin embargo, solo 24.2 % es el porcentaje que representa a las mujeres rurales que poseen DNI.

## Capital
La capital de esta provincia es la ciudad de San José de Sisa.

## Aspecto geográfico de la provincia de El Dorado
Ubicación
El espacio geográfico donde se ubica la provincia El Dorado, es entre los 76°42′30″ longitud oeste y 6°36′50″ latitud sur.
Extensión
La provincia de El Dorado tiene una extensión de 1298.14 km², se localiza en el sector septentrional y central del territorio Peruano en flanco Oriental del relieve andino, ocupando zona de selva alta con delimitación áreas de montaña de la cordillera azul (sur, sureste y la cordillera escalera en el oeste).
Límites
Sus límites son: 
por el norte, por el sur, por el este, por el oeste, Lamas y Moyobamba. Bellavista Lamas y Picota. Huallaga y Moyobamba. 
Altitud y clima
La provincia El Dorado presenta un clima semiseco-cálido y una temperatura promedio anual de 25.0 °C con una máxima de 38.4 °C y una mínima de 12,5 °C y humedad relativa de 78,5 % siendo la máxima de 80 % y la mínima de 77 %,   con una precipitación promedio anual de 1157 mm siendo los meses de mayores lluvias desde enero hasta abril, la dirección predominante del viento es al norte con una velocidad promedio anual de 4,9 km. La provincia El Dorado tiene clima cálido húmedo todo el año, con variaciones notorias en el mes de junio "los fríos de San Juan"  que coinciden con el solsticio de invierno. La temperatura baja en época de lluvia.  El promedio varía entre 20°  a 28 °C. Como es de notar, las variaciones estacionales y el régimen de lluvias modifica el clima de la zona. Diciembre a los primeros días de enero, un breve verano con vientos fuertes; de febrero a mayo, lluvias permanentes, conocido como invierno en nuestra zona; de junio a septiembre, verano, variando los demás meses alternativamente sequías y lluvias.
Por estar ubicado en la selva alta,  se ha identificado cuatro pisos altitudinales y seis climas a lo largo de ella. Los pisos que corresponden al Valle del Sisa y por consiguiente a la localidad de San José de Sisa es el TROPICAL (T) que ocupa la parte baja  (300-350 a 800-1000 m s. n. m.), PREMONTANO TROPICAL (PT) en la parte media  (500-600 a 2000-2300 m s. n. m.).

## Atractivos turísticos de la provincia de El Dorado
- - CULTURALES
    - Las Murallas de Nuevo Barranquita (sector Alto lshichihui): A 12 km de villa San José de Sisa.
    - Las Murallas de Santa Cruz: Construcción de piedras con argamasa, a 10 min del centro poblado quechua de Santa Cruz, y otra construcción existe en Alto Chumbaquihui (sector Santa Elena) a 7 km de dicho lugar.
    - El Puente del Río Sisa: Ofrece una vista panorámica agradable a todos los visitantes (está en la zona urbana).
    - El Museo Etno-Histórico Geográfico de la Provincia El Dorado: Construido por docentes de Historia y Geografía en el año 1997; contiene muestras fosilizadas hachas de piedra, utensilios, fotografías de lugares turísticos y dos promotoras quechuas que tejen diariamente en telares empíricos.

- - NATURALES
    - Las cataratas de Huaja: Un conjunto de cinco cataratas diversas en un mismo riachuelo con piscinas naturales,  que se asemejan a piscinas de agua completamente cristalina rodeada de exuberante vegetación, con biodiversidad de flora y fauna, entre estas cinco cataratas destaca la quinta con una caída de ochenta metros. Se ubica 13 km de San José de Sisa, parte del tramo por vía carrozable y un pequeño tramo camino de herradura.
    - Laguna de Fapinalli: La única de mayor extensión en el Dorado, a una altitud de 900 m s. n. m. Se encuentra ubicada en sector Fapinalli a unos 7 km del centro poblado de Santa Cruz, distrito de San José de Sisa.
    - Los Petroglífos de Incaico: Son rocas grabadas, donde se muestra figuras de aves,  rostros humanos, serpientes, huellas de pies con rasgos gráficos chavinoides, tiene rasgos de pintura rupestre y se encuentra ubicado en el caserío Incaico del centro poblado SINAMI, distrito de San Martín-Alao.
    - Sitios arqueológicos: En el Alto Sisa, existen grandes murallas de piedra, vestigios de antiguas viviendas, incluso un monolítico horcón de piedra de 2.58 m de largo; todos ubicados en el caserío Nuevo Pacaypampa-San Martín y cerca a la provincia de Moyobamba se encuentra el cerro Polay, donde nace el río Sisa y algunos afluentes. También existe un sitio srqueológico denominado Saladillo ubicado en el centro poblado de Barranquita-Santa Rosa, donde existe un conjunto de construcciones de piedra en forma piramidal truncada rodeado de piscinas; similar a los Baños del Inca y cerca a este sector se encuentran dos lagunas ubicadas dentro de la enmarañada selva de Santa Rosa.

## Autoridades

### Regionales
- Consejero regional
  - 2023-2026:[2] Areli Díaz Castillo (Acción Popular)

### Municipales
- 2026-2026[3]
  - Alcalde: Ing. Francisco Satalaya Castillo, de Acción Popular
  - Regidores:

  1. Álex Eduardo Espinoza Dávila (Acción Popular)
  2. Francisca Flores Falcón de Díaz (Acción Popular)
  3. Segundo Pedro Cortez Pérez (Acción Popular)
  4. Edita Román Noriega (Acción Popular)
  5. Juan Marcos Tuanama Tapullima (Acción Popular)
  6. Francisco Jibaja Silvero (Avanza País)
  7. Norvil Díaz Mundaca (Somos Perú)

### Policiales
- Comisario: Héctor Chávez Díaz

## Festividades
- Marzo: San José
- Diciembre: Aniversario de creación

## Lugares de acceso
A la provincia el Dorado se puede llegar por dos carreteras:
1) Desde la ciudad de Tarapoto, se regresa aproximadamente 12 km de la Carretera Marginal Norte hasta la altura del kilómetro 603, entrando por una
transversal de penetración al distrito de Cuñumbuque de la provincia de Lamas y de esta carretera a San José de Sisa existe una distancia aproximada de 48 km y por lo tanto la distancia aproximada de San José de Sisa a Tarapoto son aproximadamente 60 km.  siendo el tiempo de viaje en auto de aproximadamente hora y media de Tarapoto a San José de Sisa a través de una carretera que actualmente ya está asfaltada.
2) Desde la Ciudad de Bellavista, provincia del mismo nombre, pasando por el distrito de Consuelo de Sisa, existiendo una distancia aproximada de 55 km; siendo el tiempo de viaje en auto de aproximadamente 1 h 20 min; y de Tarapoto a Bellavista por otra vía (Marginal Sur) se hace un tiempo aproximado de 2 h en automóvil, por este sector la carretera es afirmada.
La villa San José de Sisa se encuentra en la parte central de la provincia El Dorado y desde allí se puede tomar la movilidad respectiva para dirigirse a los diversos distritos, centros poblados, caseríos y anexos de la provincia.

## Transporte de pasajeros
Existen tres empresas de transportes de automóviles y una de camionetas que cubren la ruta Tarapoto-Sisa y viceversa que son:
```
  Empresa de transportes Sisa Tours: Tiene en su flota autos para pasajeros
  Empresa de transportes Cristo Morado: Automóviles
  Los Hijos de Dios: Automóviles 
  Empresa de Transportes San José: Camionetas
```

El pasaje desde Tarapoto a Sisa esta valorizado actualmente (2022) en S/20.00 soles; así como también estas mismas empresas cubren la ruta de San José de Sisa al distrito de Consuelo y San Pablo de Sisa de la provincia de la provincia de Bellavista y Viceversa siendo el pasaje aproximado de S/20.00 y desde Consuelo hasta Bellavista el pasaje es S/10.00; con lo cual se garantiza el acceso fluido por las dos carreteras· a San José de Sisa; así mismo estas empresas cubren las rutas del interior de la provincia El Dorado.
Por otra parte también presta sus servicios la empresa San José a las dos
Rutas antes indicadas tanto para pasajeros como para carga con camionetas
4 × 4 que también cubres ambas rutas y el interior de la provincia El Dorado a menores precios que los autos.
Así mismo, existen otras empresas más pequeñas como de mototaxis o motocars que cubren el interior de la provincia El Dorado.